# Дуода

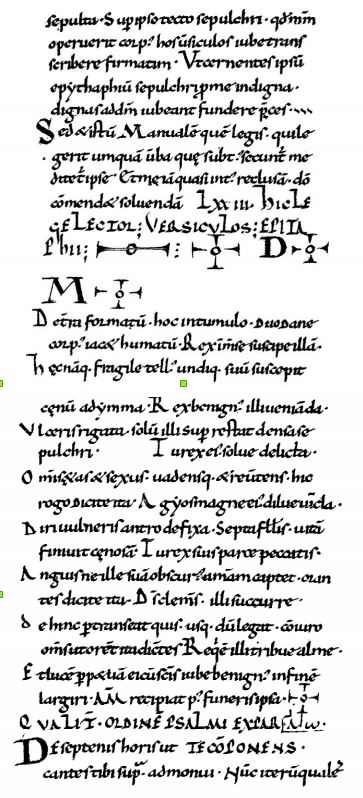
Страница из рукописи Дуоды (конец десятой — начало одиннадцатой книги)

Дуода (лат. Dhuoda, или Додана, лат. Dodana, первая половина IX века) — средневековая латинская поэтесса. 
В 824 г. вышла замуж за Бернгарда, графа Септимании (область Нарбонны), в 826 г. родила старшего сына, Вильгельма, а в 841 г. — младшего, Бернгарда. Сыновья Дуоды воспитывались вдали от матери. Книга Дуоды адресована ее старшему сыну в год его 16-летия («Наставительная книга Доданы, которую она посылает сыну своему Вильгельму»); ее содержание — советы, как следует вести себя юноше по отношению к Богу, отцу, королю, знати, священникам, беднякам, усопшим родственникам и т.д.; книга написана прозой, но с несколькими вставными стихотворениями, написанными двух- или трехударными строками, объединенными в семистишные строфы. Возможно, Дуода воспроизводила таким образом размеры готской поэзии.

## Переводы
- Наставительная книга Доданы / Пер. с лат. Б.И. Ярхо // Памятники средневековой латинской литературы VIII – IX века. – М.: Наука, 2006.
- Увещевания Доданы / Пер. с лат. М.Р.Ненароковой // Памятники средневековой латинской литературы VIII – IX века. – М.: Наука, 2006
- Гаспаров М.Л. Дуода // Памятники средневековой латинской литературы VIII – IX века. – М.: Наука, 2006. 349.